# Rudolf Saliger
Rudolf Saliger (1. února 1873, Leskovec nad Moravicí – 31. ledna 1958, Vídeň) byl inženýr, doktor technických věd a dvorní rada. Byl rektorem Technické univerzity ve Vídni.
Zabýval se studiem statiky, byl průkopníkem železobetonových staveb.

## Stavby
- 1927, kupole izraelitské ceremoniání haly, Wiener Zentralfriedhof[2]
- 1929–1931, Vídeňský stadion[2]
- 1930–1932, výšková budova na Herrengasse[2]